# 岐阜県立岐阜城北高等学校
岐阜県立岐阜城北高等学校（ぎふけんりつ ぎふじょうほくこうとうがっこう）は、岐阜県岐阜市三田洞にある県立高等学校。2004年に岐阜県立岐阜三田高等学校と岐阜県立岐阜藍川高等学校が統合されて設立した。建物は旧岐阜三田高校を主としている。再編の際、岐阜三田時代の「商業科」「情報処理科」などを「総合学科」に統合し、履修できる科目に普通科よりも選択性を持たせるなど、独自性をアピールしている。

## 学校概要
- 設立 2004年（平成16年）
- 学科
  - 総合学科
    - 人文科学系列
    - 芸術文化系列
    - ビジネス系列
    - 会計系列
    - 情報系列

  - 生活文化科
    - ファッションコース
    - 食生活コース
    - 子ども生活コース
- 所在地 岐阜市三田洞465-1
- 校訓 至誠・進取・錬磨

生活文化科を設置している学校は、日本でも珍しい。
なお、硬式野球部に限り県外からの受験が認められている。

## 沿革
- 2004年（平成16年） - 岐阜県立岐阜三田高等学校と岐阜県立岐阜藍川高等学校が統合され、岐阜城北高等学校が開校。旧岐阜三田高等学校は岐阜城北高等学校三田校舎、旧岐阜藍川高等学校は岐阜城北高等学校藍川校舎となる。

設立した。建物は旧岐阜三田高校を主としている。
- 2006年（平成18年） -
  - 藍川校舎での最後の卒業式を行う（藍川校舎が閉校となる）
  - 三田校舎の敷地内に総合学科棟（友藍館）を竣工する
  - 野球部が第78回選抜高等学校野球大会で岐阜県勢として47年ぶりとなる4強進出を果たす

## 学園祭
毎年10月下旬に紫翠祭（しすいさい）が開催される。各クラスが挙って展示物を掲示したり、教室でイベントが行なわれるほか、3年生によるステージ発表（劇・ダンス）がメインイベントとなっている。

## 部活動
| 運動系部活動 - 陸上競技部 - 硬式野球部 - テニス部 - ゴルフ部 - バレーボール部 - 剣道部 - バドミントン部 - バスケットボール部 | 文化系部活動 - インターアクト部 - 放送部 - 美術部 - 書道部 - 茶華道部 - 園芸部 - 吹奏楽部 - ワープロ部 - 簿記部 - 商業パソコン部 - 情報処理部 - 編物部 - アパレル部 - クラフト部 - ファッションデザイン部 |

## 出身者
- 雷句誠（（当時岐阜三田）漫画家。「金色のガッシュ!!」など）[要出典]
- 谷口恵美（（当時岐阜三田）声優・ナレーター。東京俳優生活協同組合所属。）[要出典]
- 丹羽将弥（元プロ野球選手）
- 伊藤準規（元プロ野球選手）
- 辻空（プロ野球選手。2012年のドラフト会議にて広島より育成選手枠1位にて指名される）
- 尾藤竜一（元プロ野球選手。中日打撃投手。2006年選抜高校野球大会でベスト4進出時のエース投手。2008年のドラフト会議にて巨人より育成選手枠にて指名される）
- 江崎大輔（教諭。元岐阜県立岐阜各務野高等学校野球部監督。現在は関市立関商工高等学校野球部顧問。）
- 堀野智仁【ホリポン（TikTokクリエイター）】

## アクセス・学校周辺
岐阜バス「岐阜城北高等学校前」より徒歩3分、「弘法東口」より徒歩5分、「三田洞」より徒歩5分。
南隣に岐阜薬科大学がある。